# Ludwig Ernst Hahn
Ludwig Ernst Hahn (* 18. September 1820 in Breslau; † 30. September 1888 in Berlin) war preußischer Beamter, konservativer Politiker, Historiker und Publizist.

## Leben und Wirken
Ludwig Ernst Hahn war der zweite von drei Söhnen des Mathematikers Eduard Moritz Hahn (Elkan Markus Hahn; 1781–1861), der von 1815 bis 1834 Lehrer am Maria-Magdalenen-Gymnasium in Breslau war. Der Sohn Ludwig Ernst besuchte dieses Gymnasium bis zum Abitur im Jahre 1838. Anschließend studierte er Theologie in Breslau und Berlin. Danach arbeitete er als Hauslehrer bei dem französischen Diplomaten und späteren Finanzminister Jean-Georges Humann. Mit dessen Familie siedelte er nach Paris über. Durch seine Stellung lernte Hahn hier viele bedeutende Gelehrte und Politiker kennen, darunter Victor de Broglie, François Guizot, Adolphe Thiers und Victor Cousin. Durch diese Begegnungen fand er Gefallen an der Politik, und er begann als Autor tätig zu werden. So schrieb er eine zweibändige Geschichte der Sorbonne (1848) und berichtete über den Sturz von Louis Philipp und die Februarrevolution (1849). Außerdem übersetzte er in den 1850er Jahren Schriften von François Guizot und Adolphe Thiers.
Im Jahr 1848 kehrte er nach Breslau zurück und wurde Mitarbeiter verschiedener konservativer Zeitungen. Außerdem arbeitete er als Geschichtslehrer an einer Höheren Töchterschule. Seine konservative politische Gesinnung führte dazu, dass Hahn 1849 wissenschaftlicher Hilfsarbeiter im preußischen Kultusministerium in Berlin und zeitweise bei der schlesischen Provinzialregierung in Breslau wurde. Im strikt monarchischen und konservativen Sinn verfasste Hahn in dieser Zeit historische Arbeiten wie seine Geschichte des preußischen Vaterlandes von 1854. Bis 1894 erschienen davon achtundvierzig Auflagen.
Im Jahr 1855 wechselte Hahn, nun im Rang eines geheimen Regierungsrates, in das preußische Innenministerium. Während der eher liberalen Neuen Ära wurde er als Regierungs- und Schulrat nach Stralsund versetzt. In dieser Zeit veröffentlichte er Biographien über Friedrich II. und Kurfürst Friedrich I.
Zwischen 1856 und 1858 war er Mitglied des preußischen Abgeordnetenhauses in der Fraktion Arnim.
Nach der Ernennung Otto von Bismarcks zum Ministerpräsidenten kehrte auch Hahn 1862 ins Innenministerium zurück. Er war einer der Hauptverantwortlichen für die regierungsamtliche Publizistik. So war er zeitweise kommissarischer Leiter des literarischen Büros, d. h. der regierungseigenen Nachrichtenagentur. Auch verfasste er zahlreiche Denkschriften und Thronreden für Wilhelm I. Im Jahr 1863 wurde Hahn zum vortragenden Rat ernannt. In diesem Jahr gründete und leitete er die Provinzial-Correspondenz, mit dessen Hilfe die ländliche Presse im Sinne der Regierung beeinflusst werden sollte. Das brachte ihm den Spottnamen „Preß-Hahn“ ein. Die Korrespondenz leitete er bis zu seinem Ausscheiden aus dem Staatsdienst. Im Jahr 1869 wurde Hahn zum geheimen Oberregierungsrat und 1881 zum wirklichen geheimen Oberregierungsrat ernannt. Im Jahr 1882 ging er in Pension.
Neben der tagesaktuellen Propaganda für die Regierungspolitik verfasste Hahn größere Schriften, die alle der Verherrlichung Wilhelms I. und Bismarcks dienten. Dazu gehörten Beiträge zur preußischen Politik in der Schleswig-Holstein-Frage, zur Innenpolitik zwischen 1862 und 1866, zum Deutsch-Französischen Krieg und vor allem eine vierbändige Bismarck-Biographie. Hinzu kamen eine Geschichte des Kulturkampfes und ein Gedenkbuch für Wilhelm I.

## Werke
- Friedrich der Grosse. Für das dt. Volk dargest. von Ludwig Hahn. Mit 10 Bild. a. d. Leben Friedrichs d. Gr. von W. Champhausen und 10 Bildn. Friedrichs u. s. Zeitgenossen. Hertz, Berlin 1855.
- Zwei Jahre preußisch-deutscher Politik, 1866–1867. Sammlung amtl. Kundgebungen u. halbamtl. Aeußerungen von der Schleswig-Holsteinischen Krisis bis zur Gründung des Zoll-Parlaments. Hrsg. von Ludwig Hahn. Hertz, Berlin 1868.
- Der Krieg Deutschlands gegen Frankreich und die Gründung des Deutschen Kaiserreichs. Die Deutsche Politik 1867–1871. In Actenstücken, amtl. u. halbamtl. Aeußerungen. Hrsg. von Ludwig Hahn. Hertz, Berlin 1871.
- Fürst Bismarck: Sein politisches Leben und Wirken urkundlich in Thatsachen und des Fürsten eigenen Kundgebungen. Dargestellt von Ludwig Hahn. Fortgeführt von Carl Wippermann. 5 Bände. Hertz, Berlin 1878–1891.
- Kaiser Wilhelms Gedenkbuch. 1797–1879. Lebens- u. Charakterbild d. Kaisers aus eigenen Aeussergn u. amtl. Kundgebgn. Volks-Ausg. 5. bis zur goldenen Hochzeit d. Kaiserpaares fortgef. Abdr. Hertz, Berlin 1880.
- Geschichte des „Kulturkampfes“ in Preußen, in Aktenstücken dargestellt. Berlin 1881, uni-potsdam.de
- Geschichte des preußischen Vaterlandes bis zur Gründung des deutschen Kaiserreichs (1871). Berlin : Verlag von Wilhelm Hertz. (Bessersche Buchhandlung), 1881 (Digitalisat)
- Geschichte des preussischen Vaterlandes. Fortgeführt bis zur Gegenwart. 21. Auflage. Hertz, Berlin 1888, gei-digital.gei.de.
- Leitfaden der vaterländischen Geschichte für Schule und Haus. 42. Auflage. Hertz, Berlin 1886 (Digitalisat).
- Leitfaden der vaterländischen Geschichte für Schule und Haus. Bearb. von Esternaux.[1] 58. und 59. Auflage. Cotta, Berlin 1913.